# 魚竜
魚竜 (ぎょりゅう) あるいは魚竜類 (ぎょりゅうるい、Ichthyosauria）は、魚鰭類に属する爬虫類の一群である。

## 概要
イルカに収斂進化しており、同様の生態的地位についていて中生代の大部分にわたって生存していた。約2億5千万年前に、恐竜（約2億3千万年前に出現）よりやや早く出現し、恐竜の絶滅よりも2,500万年早い9,000万年前に絶滅を迎えた。三畳紀前期に陸棲爬虫類のいずれかより進化して水棲適応したが、魚竜の祖先にあたる陸棲爬虫類は現時点で不明である。双弓類に属するのは間違いないが、その二大系統である鱗竜形類（トカゲ・ヘビや首長竜を含む系統）や主竜形類（カメやワニ、恐竜を含む系統）には属さず、それらが分岐する以前の、より古い系統に発するのではないかとされる。魚竜はジュラ紀に特に繁栄したが、白亜紀に最終的に絶滅し、彼らが有していた水棲捕食者の頂点の地位は首長竜やモササウルス類が占めることになった。
目名は魚竜目（Ichthyosauria）である。1840年にリチャード・オーウェンにより、「魚+ひれ足」の意味を持つIchthyopterygiaの語が提案されたが、現在その語はIchthyosauriaのひとつ上の階級名である魚鰭類として使われている。

## 特徴

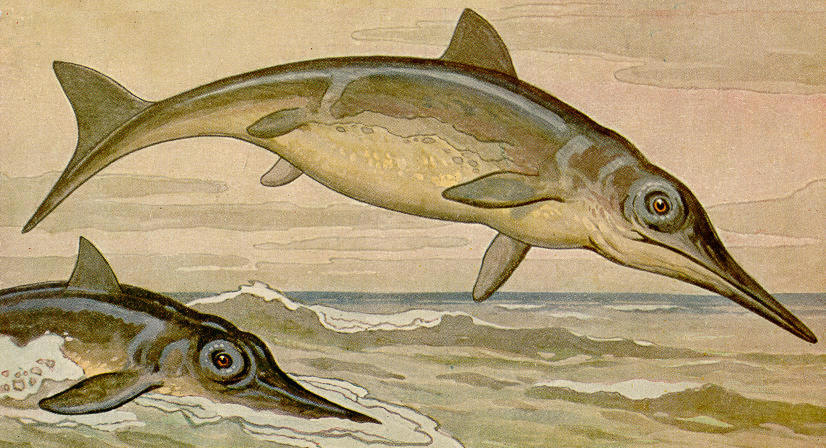
イクチオサウルスの想像図

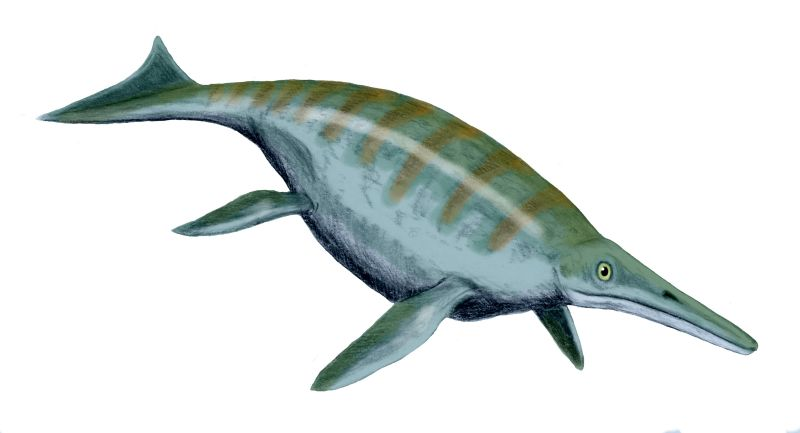
ショニサウルスの想像図

魚竜の体長は平均2 - 4メートルだが、これよりも小型のものも大型のものも存在する。ネズミイルカに似た頭部を持ち、長くて歯のある吻を持つ。ただしパラオフタルモサウルスのように歯を持たない魚竜もいる。尾びれは大きくて上下に広がり、ひれによる推進力を制御するのに使われていた。
肺呼吸をするために海面に浮上する。胎生であり、実際に胎児を持つ化石や出産中に死亡した化石が発見されているが、胎生であることはこれらの化石の発見前から予想されていた。肺呼吸をする海棲生物が卵を産む場合には、海亀やエラブウミヘビ属のウミヘビのように陸に上がらなければならず、そうでなければ海面で幼体を産む必要がある。マグロのように高速遊泳に適した体つきをしており、また現生のクジラのように、深海にも潜った（藻谷亮介, 2000による）と推測される。魚竜の最効率速度は毎秒1.5メートル（時速5 - 6キロメートル前後）（藻谷亮介, 2002による）と推定される。あくまで最効率速度であってこれは現生のマグロ類とほぼ同等である。
体重は、体長2.4メートルのステノプテリギウスがおよそ163 - 168キログラム、4.0メートルの Ophthalmosaurus icenicus の場合には930 - 950キログラムになったと推測されている（藻谷亮介による）。
魚竜は魚ではないが、魚に似ている。古生物学者のスティーヴン・ジェイ・グールドは、魚竜は平行進化を説明するのによい例だと述べている。この群においては、構造の類似は相似であり相同ではないからである。
実際、イクチオサウルスの最も初期の復元では硬い骨格の構造を持たない背びれの存在は見逃されて省略された。その後の1890年代にドイツのホルツマーデンのラーガーシュテッテから回収された非常に良好な保存状態の標本がひれの跡を明らかにした。
餌については、多くの魚竜がベレムナイトと呼ばれる頭足類に極度に依存していた。一部の初期のイクチオサウルスは甲殻類を砕くことに適応した歯をもっており、恐らく魚も常食にしたと考えられている。また、数少ない大きな種は頑丈な顎と歯を持っており、自らよりも小型の爬虫類を捕食していたことが示唆されている。魚竜は大きさがとても幅広く、また長く残存したために、餌の種類も幅広かったことが考えられる。典型的な魚竜は非常に目が大きく、強膜輪で保護されている。このため光の少ない夜間でも餌を探すことができたとされている。

## 発見の歴史

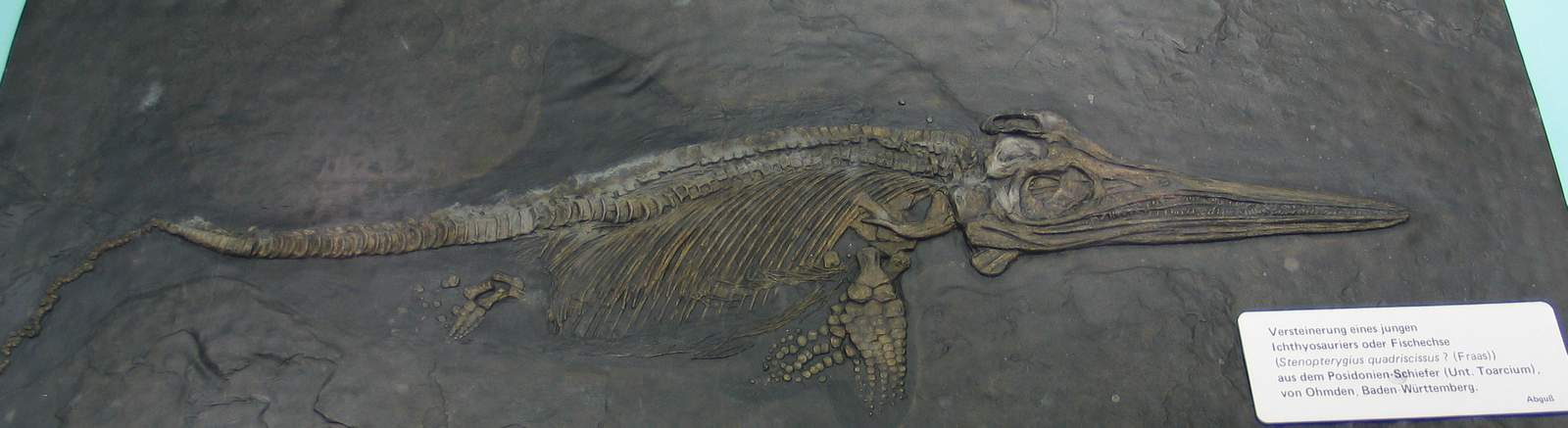
イクチオサウルスの化石

魚竜の化石は、ウェールズから出た化石の断片を元に1699年に記載された。最初の化石化した脊椎は、1708年に2度公表され、世界的な洪水の明らかな証拠と言われた。初めての完全なイクチオサウルスの化石は、1811年にメアリー・アニングによって現在ジュラシック海岸と呼ばれる場所に沿った英国南部の町、ライム・リージスで発見された。
1905年、アニー・アレグサンダーの出資により、カリフォルニア大学のジョン・C・メリアム率いる恐竜発掘遠征が、ネバダ州中部から25の標本を見つけた。その地域は三畳紀には浅い海だった。標本の一部は今、カリフォルニア大学古生物学博物館に収蔵されている。他の標本は岩に埋め込まれており、ネバダ州ナイ郡のベルリン・イクチオサウルス州公園で見ることができる。
1977年には三畳紀の魚竜であるショニサウルスがネバダの州の化石になった。17メートルにもなるショニサウルスの完全な骨格を所有しているのはネバダ州のみである。1992年にカナダの魚類学者エリザベス・ニコルス博士（ロイヤル・ティレル博物館の海洋爬虫類の学芸員）は、史上最大（長さ23メートル）の化石標本を発見した。

## 進化の歴史

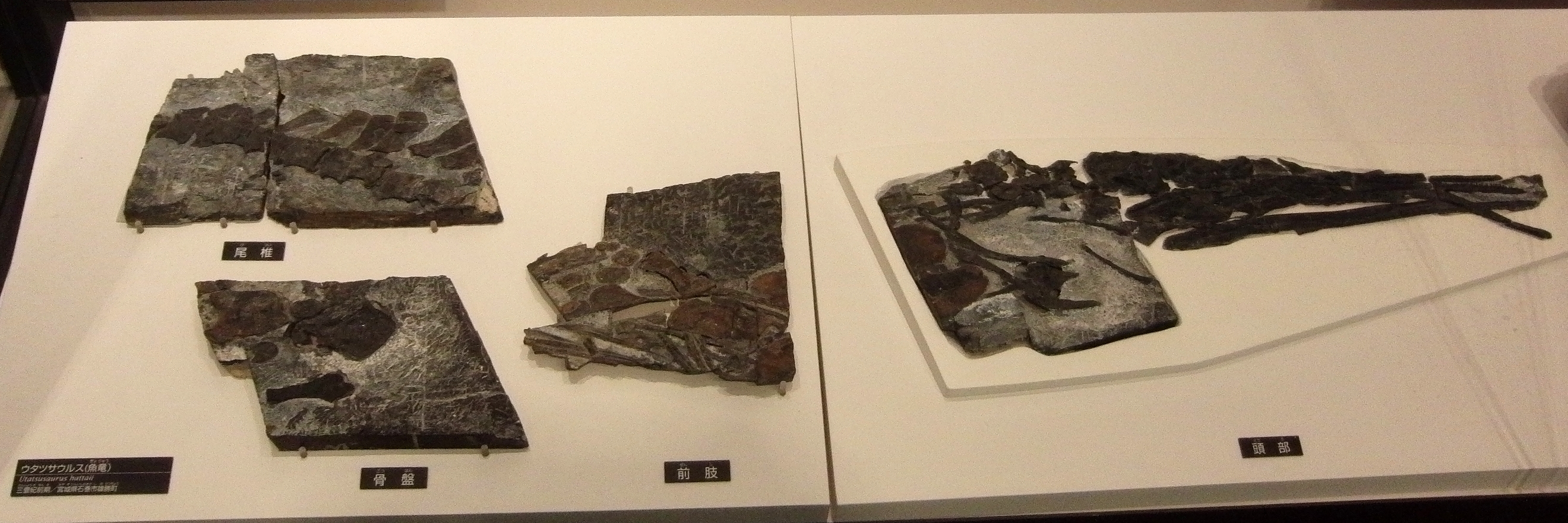
日本で発見された魚竜形類ウタツサウルスの化石。宮城県歌津町（現在の南三陸町）産出。国立科学博物館の展示。

### 三畳紀

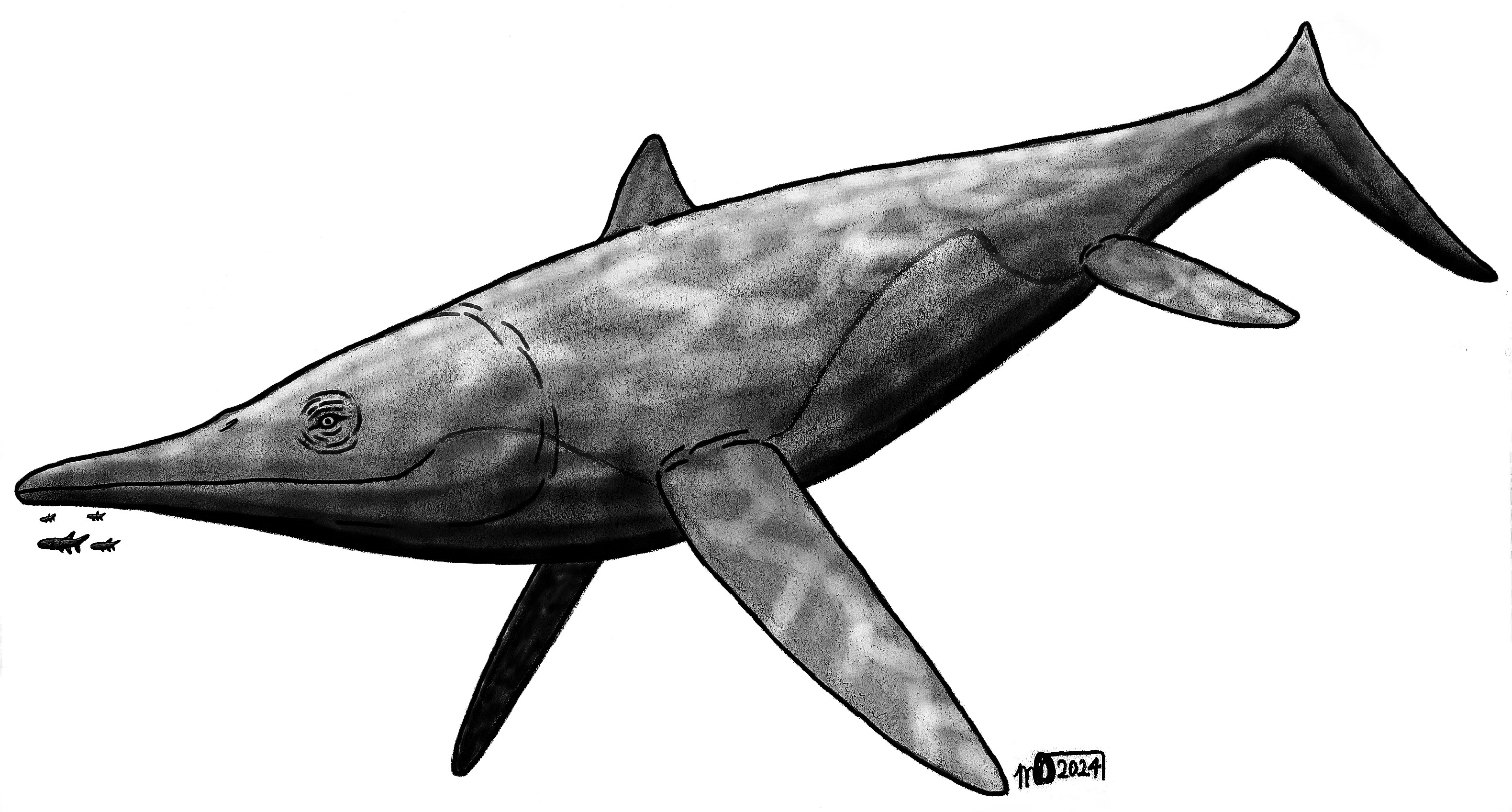
イクチオタイタン・セベルネンシスの復元イラスト

最も初期の魚竜は、カナダ、中国、日本およびノルウェースピッツベルゲン島の、初期および初中期（オレニョク期とアニス期）の三畳紀層から産出する。これらの原始的形式はチャオフサウルス、グリッピアおよびウタツサウルスを含んでいた。これらの非常に初期の原魚竜は、現在では魚竜目ではなく魚竜形類（Ichthyopterygia）に分類されるが（藻谷 1997, 藻谷 et al. 1998）、これらは三畳紀初期の終わりから三畳紀中期の始まり頃には、真の意味での魚竜へと急速に進化した。また初期の魚竜形類の出現は、三畳紀初期の海中が既に大型捕食者を支えられる程に丈夫だったことを示唆している。そうした生態系に支えられた結果、タラットアルコンのように頂点捕食者のニッチへ収まるものもいた。
魚竜は様々な形態へ変化したが、それにはウミヘビに似たキンボスポンディルスのようなものや、ミクソサウルスのようなより小さくより基盤的なものを含んでいる。三畳紀晩期までには、魚竜は古典的なシャスタサウルス、および、より進化しイルカに類似した Euichthyosauria（Californosaurus、Toretocnemus）および Parvipelvia（Hudsonelpidia、Macgowania）の両方から成った。これらは、もっと高度な形式へ発展していく側系統である Shastasaurs も含めて、進化の連続体を成している（Maisch and Matzke 2000）のか、あるいは両者は早い時期に共通の先祖から発展した個別の単系統（ニコルスおよび真鍋真、 2001）なのかどうかについては、専門家の意見は一致していない。
三畳紀後期のカール期からノリアン期に、ショニサウルスは巨大なサイズに達した。ネバダの Carnian からの多くの標本から発見されたショニサウルスは、全長15メートルだった。ノリアン期のショニサウルスは太平洋の両側から発見される。Himalayasaurus tibetensis および Tibetosaurus（恐らくシノニム）はチベットで発見された。これらの大きな魚竜（全長10 - 15メートル）は、ショニサウルスと同じ種類に属する（藻谷ら、1999年; ルーカス（2001年）、pp.117-119）。また、同時期の巨大な魚竜にはシャスタサウルスやベサノサウルスなどシャスタサウルス類も知られている。
これらの巨大生物は、それよりも小型の近縁種とともにノリアン期の終わりに姿を消したようである。三畳紀末であるレート期の魚竜はイギリスで発見され、ジュラ紀初期のものに非常に似ていた。恐竜と同様に、魚竜およびそれらの同時代の首長竜も三畳紀最後の絶滅イベントを生き残り、ジュラ紀最初期の空位となった生態的ニッチを占有した。

### ジュラ紀
ジュラ紀初期は三畳紀晩期と同様に魚竜の全盛期であり、それらは全長1 - 10メートルまでの幅をもつ4科および様々な種によって代表される。その属は、ユーリノサウルス、イクチオサウルス、レプトネクテス、ステノプテリギウス、テムノドントサウルス、ならびにノリアン期の先祖からほぼ変わらず原始的な姿を保ったスエヴォレヴィアタンである。これらの動物はすべて流線型でイルカに類似していたが、より原始的な魚竜は、引き締まった体をしたステノプテリギウスなどに比べて長い体をしていた。
魚竜はジュラ紀中期においても繁栄し、オフタルモサウルス科が出現することとなった。彼らの目は巨大だったので、薄暗い深い水の中で餌を探していた可能性が高い。オフタルモサウルス科の魚竜の中にはプラティプテリギウスなど白亜紀でも存続する属が複数存在している。

### 白亜紀
前期白亜紀も幾つもの属が存続していた魚竜だが、後期白亜紀を迎えて間もなく、全てが絶滅した 。魚竜の絶滅は二段階に分けて進行したとされる。複数のニッチにまたがっていた魚竜のうち、まずジェネラリスト捕食者のグループと柔らかい獲物を捕食するグループが絶滅し、頂点捕食者のグループだけが生き残った。おそらく特殊化していなかったであろう生き残った頂点捕食者を襲ったのは、海面上昇による酸素極小帯の拡大に伴う大規模な海洋無酸素事変であった。海洋無酸素事変が複数回発生して海洋生態系が大きなダメージを受け、これが後期白亜紀序盤の魚竜の衰退と絶滅を招いたとされる（セノマニアン・チューロニアン境界事変）。

## 主な魚竜

### 三畳紀

#### 魚竜目に含まれない魚竜様類、魚鰭類の属
- ウタツサウルス
- グリッピア
- チャオフサウルス（英語版）

#### 魚竜目に含まれる属
- キンボスポンディルス
- シャスタサウルス
- ショニサウルス
- イクチオタイタン

### ジュラ紀
- イクチオサウルス
- エクスカリボサウルス
- オフタルモサウルス
- ステノプテリギウス
- テムノドントサウルス
- ブラキプテリギウス
- ユーリノサウルス

### 白亜紀
- アカンプトネクテス
- アサバスカサウルス
- スヴェルトネクテス
- プラティプテリギウス